# III Zgrupowanie „Konrad”

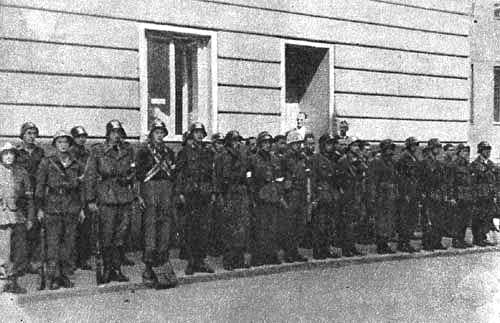
Pluton zgrupowania III „Konrad”

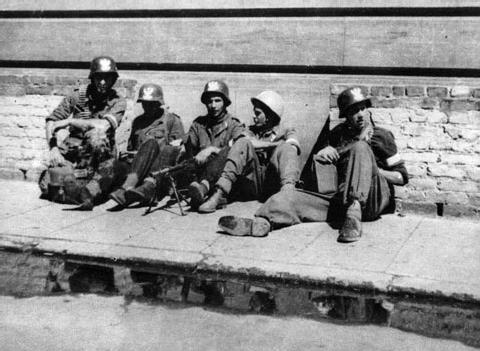
Żołnierze z oddziału Jana Potulickiego „Rafała Olbromskiego”, zwani „Rafałkami”, przydzieleni z „Kedywu” dla wzmocnienia III Zgrupowania

III Zgrupowanie „Konrad” – zgrupowanie Rejonu 1 Obwodu Śródmieście AK działające od wiosny 1943. W trakcie powstania warszawskiego walczące od 1 sierpnia do 5 sierpnia na Powiślu. Od 5 sierpnia weszło w skład Grupy Bojowej „Krybar”, zaś od 20 września tworzyło 2 kompanię strzelców I batalionu 36 Pułku Piechoty Legii Akademickiej AK.

## Historia Zgrupowania
Zgrupowanie utworzono wiosną 1943. W jego skład weszła 1 kompania (dowódca por. Henryk Jaworski „Wrzos”) i 2 kompania (por. NN „Jan Skrzetuski”). Do kwietnia 1943 dowódcą był por. Julian Kozłowski „Wiesław Zagrodzki” (zginął w trakcie produkcji granatów). Następnie dowództwo objął dotychczasowy zastępca por. rez. Juliusz Szawdyn „Konrad”. Według stanu na dzień 1 lutego 1944 zgrupowanie liczyło 352 żołnierzy.
W końcu czerwca 1944 do zgrupowania włączono 3 kompania wywodząca się z Grupy Wojska Polskiego „Edward” w składzie 134 żołnierzy. Zgrupowanie liczyło zatem przed powstaniem 486 żołnierzy, lub według innych wersji 466 żołnierzy. Zadaniem oddziałów zgrupowanie miało być opanowanie przyczółków: mostu średnicowego oraz mostu Poniatowskiego, jak również kwater niemieckich przy ul Smolnej nr 9, 11 i 13, a w dalszej kolejności współdziałanie w opanowaniu budynków Muzeum Narodowego.

## Udział w powstaniu warszawskim

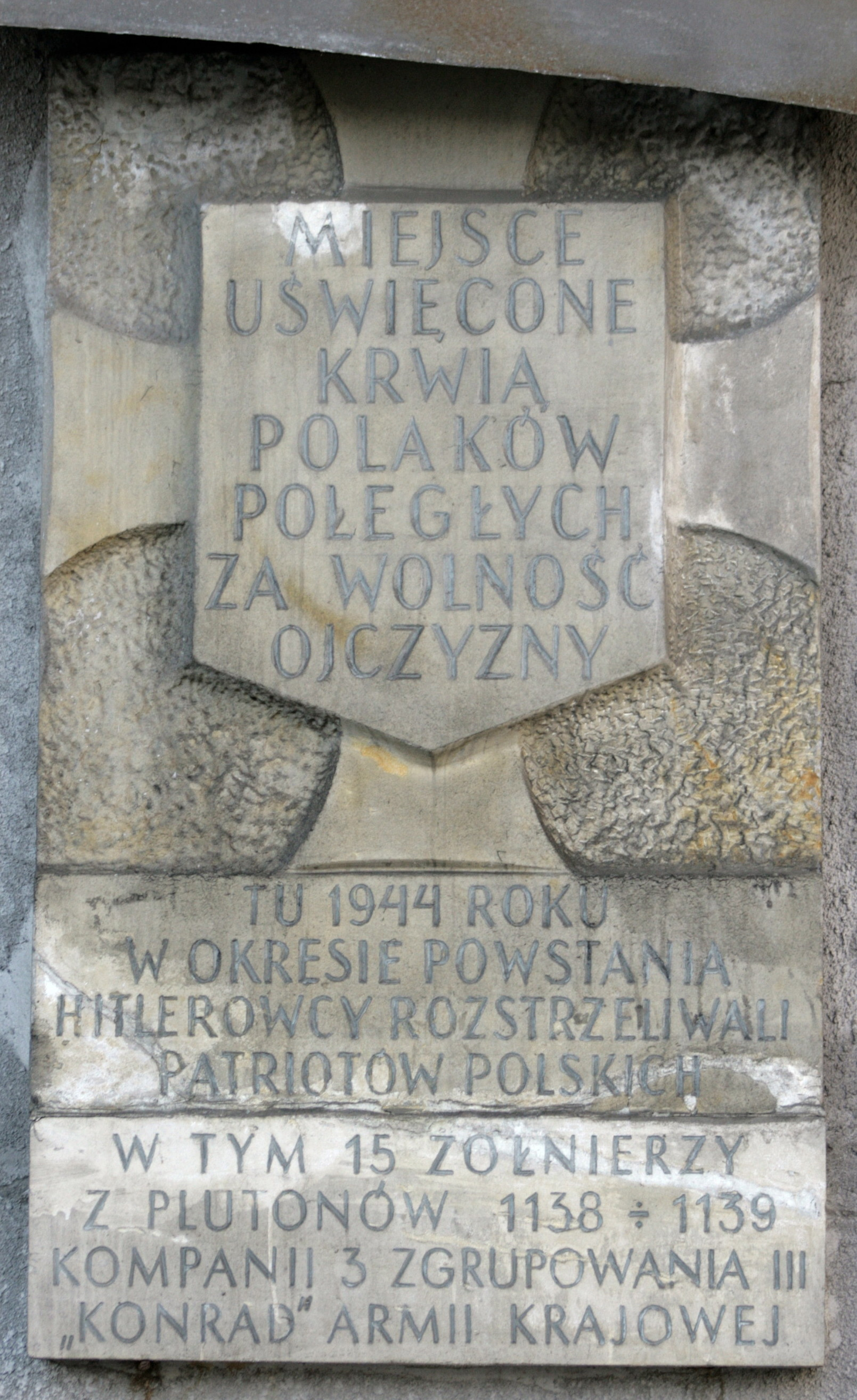
Tablica upamiętniająca zamordowanym żołnierzy plutonów 1138 i 1139 w arkadach wiaduktu mostu Poniatowskiego w Warszawie

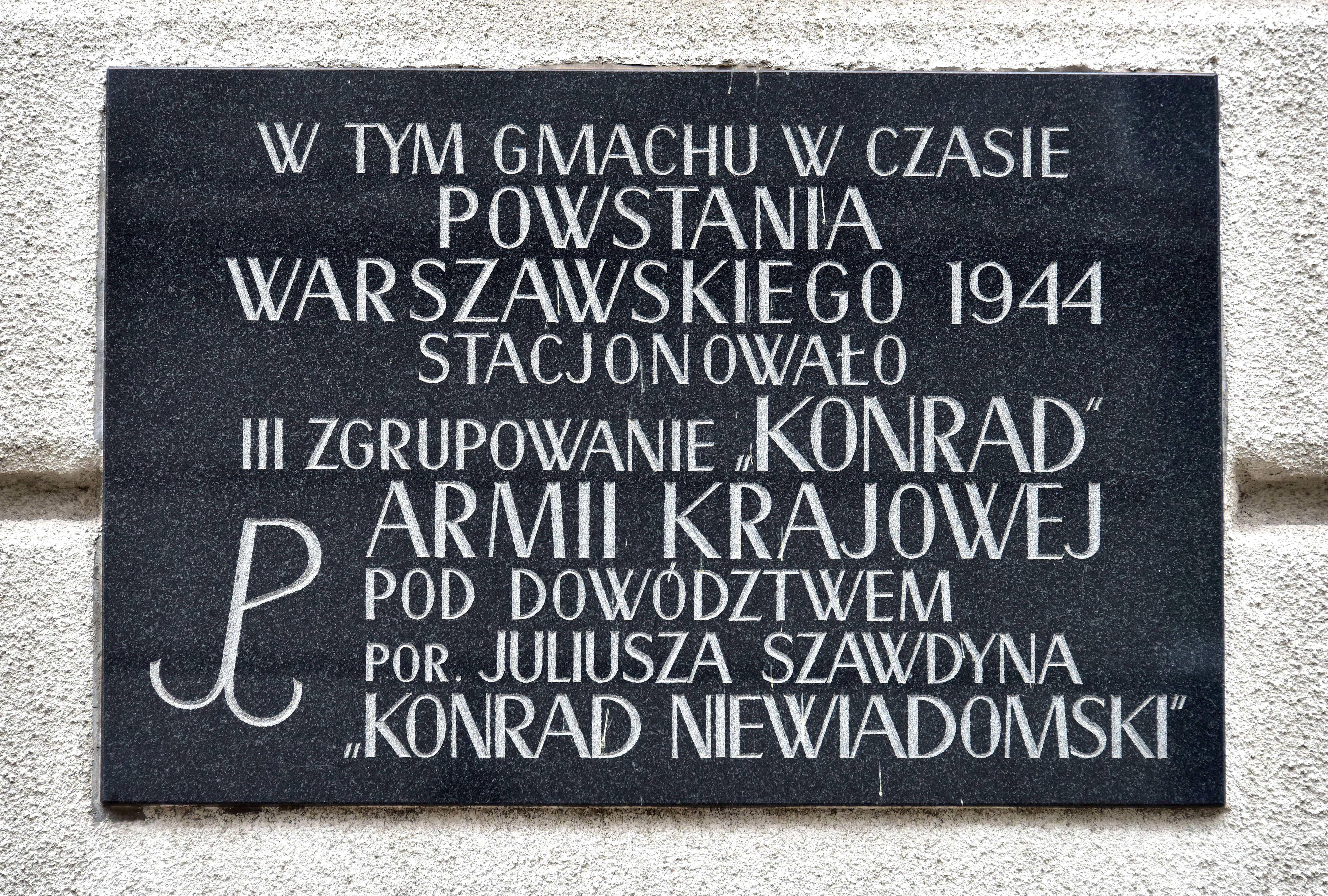
Tablica pamiątkowa na gmachu ZNP przy ul. Smulikowskiego 6/8

1 sierpnia zgrupowanie wystawiło ogółem ok. 330 żołnierzy (68%). Oddział szturmowy 1 kompanii (8 żołnierzy posiadających broń) pod dowództwem plut. pchor. Zbigniew Czeczot-Gawraka „Nowina” zaatakowała z gmachu ZNP przy ul. Smulikowskiego przyczółek mostu średnicowego. Atak załamał się w ogniu karabinów maszynowych. Dwóch żołnierzy zginęło, zaś dwóch odniosło ciężkie rany.
2 kompania, uzbrojona w granatnik PIAT, 1 rkm, kilka kb, 7 pistoletów i 45 granatów, rozpoczęła ostrzał z domu przy ul. Czerwonego Krzyża gniazd karabinów maszynowych na przyczółku mostu średnicowego.
Plutony 1138 i 1139 z 3 kompanii uzbrojone w 1 rkm, 2 pistolety maszynowe, kilka karabinów, pistoletów, granaty i butelki z benzyną ruszyły na przyczółek mostu Poniatowskiego z kamienicy przy alei 3 Maja 2, zaś pluton 1140 (uzbrojony w 1 rkm, 1 pistolet maszynowy Sten, 2 kb, 8 pistoletów i kilkadziesiąt granatów), z budynku Zarządu Rzeźni Miejskiej przy ul. Solec 24. Plutony 1138 i 1139 nie mogły ruszyć do natarcia w wyniku ostrzału. Próba ataku, w godzinach wieczornych, załamała się. Dowódca plutonu 1138 plut. pchor. Wiśniewski „Janiak” został śmiertelnie ranny. Grupa szturmowa z plutonu 1140 zatrzymała się na zasiekach chroniących most. Oddział wycofał się i został odcięty od zgrupowania, wchodząc następnie w skład Zgrupowania „Kryska”. Żołnierze plutonów 1138 i 1139, nie mogąc wydostać się z budynku, wmieszali się w ludność cywilną. Wraz z mieszkańcami domu zostali wypędzeni pod wiadukt. Tam, w trakcie selekcji 20 z nich zostało wskazanych przez dozorczynię domu i rozstrzelanych. Zginęli wtedy m.in.: ppor. Stanisław Aksentowicz ps. „Sawa”, plutonowy pchor. Zdzisław Gadkowski ps. „Prus I”, kpr. pchor. Eugeniusz Dąbrowski ps. „Korda”, szef kompanii st. sierżant Stanisław Mrozowski ps. „Dąb”, strz. Edward Krowicz ps. „Długi”, strz. Jan Terlecki ps. „Matros”, strz. Tadeusz Zawadzki ps. „Szpindel”, strz. „Antoś”, strz. „Mirek”, strz. „Wukner”, strz. „Skalny”, strz. „Czarny”, bracia „Żbik I” i „Żbik II” oraz dwaj powstańcy o nieznanych nazwiskach ani pseudonimach.
W wyniku reorganizacji w pierwszy dniach odtworzono z ochotników 3 kompanię, pod dowództwem por. Tadeusza Kisiela „Rawicz”. Z nieuzbrojonych żołnierzy plutonu 1106 i części 114 utworzono pluton saperów. Do zgrupowania przyłączył się również oddział WSOP z Obwodu VII Powiat warszawski pod dowództwem por. Jana Gaździckiego „Kazika”. Uruchomiono również pismo „Komunikat Informacyjny III Zgrupowania”.
5 sierpnia oddziały zgrupowania na rozkaz dowódcy Rejonu 1, zostały włączone do Grupy Bojowej „Krybar”, zaś od 3 września do Grupy „Powiśle”. Po wycofaniu się z Powiśla zgrupowanie funkcjonowało w Grupie „Róg” w Śródmieściu, tworząc od 20 września 2 kompanię strzelców I batalionu 36 Pułku Piechoty Legii Akademickiej AK.

## Ordre de Bataille
Według stanu na dzień 31 lipca struktura III Zgrupowania przedstawiała się następująco
Dowództwo
- Dowódca – por. rez. Juliusz Szawdyn „Konrad”
- Zastępca – por. rez. Zygmunt Kazimierz Hann „Grzybowski”;
- Oficer organizacyjny – kpr. pchor. Marian Józef Blachowski „Gont”;
- Oficer informacyjny – NN;
- Oficer wyszkolenia – ppor. Czesław Rawski „Łysy”;
- Oficer żywnościowy – st. sierż. Karol Skórzyński „Wojnar”;
- Lekarz – por. rez. lek. Władysław Uszycki „Przemysław”;
- Oficer broni – kpr. pchor. Jan Potulicki „Rafał”;
- Oficer łączności – kpr. pchor. Lech Jan Kowalski „Roch”;

Oddziały
- l Kompania – dowódca por. rez. Henryk Jaworski „Wrzos”;
  - Pluton 111 – dowódca plut. pchor. Zbigniew Czeczot-Gawrak „Nowina”;
  - Pluton 112 – dowódca ppor. rez. Jarosław Prószyński „Jur Jaworowski”;
  - Pluton 113 – dowódca ppor. rez. Konstanty Węgrzecki „Lubicz IV”;
- 2 Kompania – dowódca por. rez. lot. Stanisław Krowacki „Leonowicz”; szef – plut. Zygmunt Miszczak „Długi”;
  - Pluton 114 – dowódca plut. pchor. Feliks Kasiński „Kosa”;
  - Pluton 115 – dowódca ogniom. pchor. Wiktor Śliwiński „Janecki”;
  - Pluton 116 (1106) – dowódca por. rez. Bohdan Nowicki „Hucuł”;
- 3 Kompania – dowódca ppor. rez. Tadeusz Szaniawski „Feliks Feliński”; zastępca – ppor. Wiesław Olszeński „Łomot” szef – st. sierż. Stanisław Mrozowski „Dąb”;
  - Pluton 1138 – dowódca plut. pchor. Jan Ludwik Wiśniewski „Janiak”
  - Pluton 1139 – dowódca plut. pchor. Zygmunt Duszyński „Franek”;
  - Pluton 1140 – dowódca plut. pchor. Zdzisław Gatkowski „Prus”.

Według innej wersji Zdzisław Gatkowski „Prus” dowodził plutonem 1138, Jan Wiśniewski „Janiak” plutonem 1139, zaś Zygmunt Duszczyński „Franek” plutonem 1140.
W pierwszych dniach sierpnia zgrupowanie przyjęło następującą strukturę:
Dowództwo
- Dowódca – por. rez. Juliusz Szawdyn „Konrad”
- Zastępca – por. rez. Zygmunt Kazimierz Hahn „Grzybowski”;
- Adiutant i kwatermistrz – kpr. pchor. Marian Józef Blachowski „Gont”;
- Oficer łączności – kpr. pchor. Lech Jan Kowalski „Roch”; (dysponował 15-osobową grupą łączników);
- Służba sanitarna – por. rez. lek. Władysław Uszycki „Przemysław”; (6 patroli sanitarnych)
- Służba duszpasterska – o. Jan Michał Czartoryski „Ojciec Michał”;
- Żandarmeria – por. Jan Stępień „Ostróżko”; (oddział WSOP z Obwodu VII Powiat).

Oddziały
- l Kompania – dowódca por. rez. Henryk Jaworski „Wrzos”;
  - Pluton 111 – dowódca plut. pchor. Zbigniew Czeczot-Gawrak „Nowina” (do 2 sierpnia);
  - Pluton 112 – dowódca ppor. rez. Jarosław Prószyński „Jur Jaworowski”;
  - Pluton 113 – dowódca ppor. rez. Konstanty Węgrzecki „Lubicz II”;
- 2 Kompania – dowódca por. rez. lot. Stanisław Krowacki „Leonowicz”; szef – plut. Zygmunt Miszczak „Długi”;
  - Pluton 114 – dowódca plut. pchor. Feliks Kasiński „Kosa”;
  - Pluton 115 – dowódca ogniom. pchor. Wiktor Śliwiński „Janecki”;
  - Pluton 116(1106) saperski – dowódca por. rez. Bohdan Nowicki „Hucuł”;
  - pluton szturmowy „Rafałki” – dowódca kpr. pchor. Jan Potulicki „Rafał” (oddział stworzony na bazie drużyny z Oddziału Dywersji Bojowej Obwodu Śródmieście Kedywu[6]);
  - pluton WSOP z Obwodu VII Powiat – dowódca por. Jan Gaździcki „Kazik”;
- 3 Kompania – dowódca por. Tadeusz Kisiel „Rawicz”; zastępca ppor. Konstanty Węgrzecki „Lubicz”;
  - Pluton – dowódca ppor. Zakrzewski;
  - Pluton – dowódca por NN „Wiktor”[3].

## Upamiętnienie
- Tablica pamiątkowa na gmachu Związku Nauczycielstwa Polskiego przy ul. Smulikowskiego 6/8.